# Wali (Mythologie)

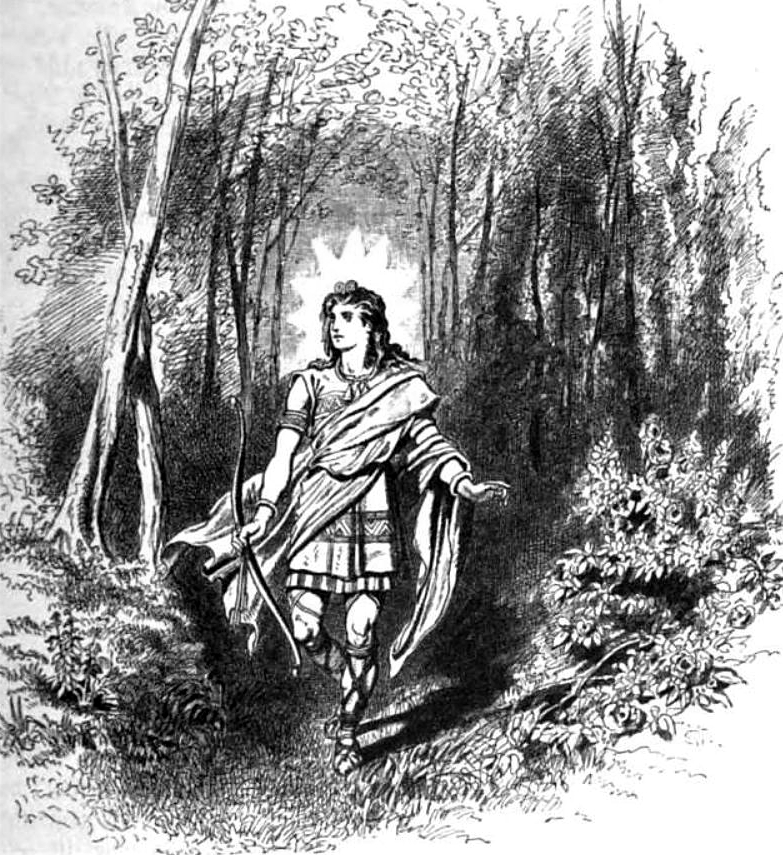
Illustration von Carl Emil Doepler (1824–1905), Erstveröffentlichung 1882

Wali oder auch Vali ist in der nordischen Mythologie der Rächer Balders und einer der Asen. Er wird als „kühn in der Schlacht und ein guter Schütze“ beschrieben. Nach der Ermordung Balders überwand Odin durch List und Magie die Asengöttin Rind und zeugte mit ihr Wali. Erst einen Tag alt, übte er Rache an Hödur. Denn dieser hatte, von Loki getäuscht, Balder unabsichtlich mit einem Mistelpfeil erschossen. Wali ist auch Bruder Vidars und Überlebender des Ragnaröks.

## Vali – Lokis Sohn
Vali ist ein Sohn Lokis in der Gylfaginning und wird von den Asen in einen Wolf verwandelt, der seinen eigenen Bruder Narfi (Nari) zerreißt und mit dessen Gedärmen Loki an drei scharfkantige Felsen gefesselt wird. Die Etymologie seines Namens ist unbekannt.

## Vali – Zwerg
Váli ist zudem der Name eines in der Völuspá genannten Zwerges.